# Cá cờ sọc
Cá cờ sọc (danh pháp Macropodus opercularis; tên khác: cá săn sắt, cá lia thia, cá cờ chấm, cá thiên đường; tên thường gọi: cá cờ) là một loại cá nước ngọt thuộc họ Cá tai tượng sống phổ biến ở ao hồ và ruộng lúa ở Việt Nam. 
Vùng phân bố chính của loài này ở Việt Nam là vùng đồng bằng sông Hồng. Ngoài ra, loài này còn xuất hiện ở vùng trung du phía Bắc (Lũng Vân, Hòa Bình). Trên thế giới, cá phân bố ở khắp vùng Đông Á và bán đảo Đông Dương, bao gồm Lào, Campuchia, Malaysia, Trung Quốc, Hồng Kông, Đài Loan, Nhật Bản, Hàn Quốc.

## Mô tả

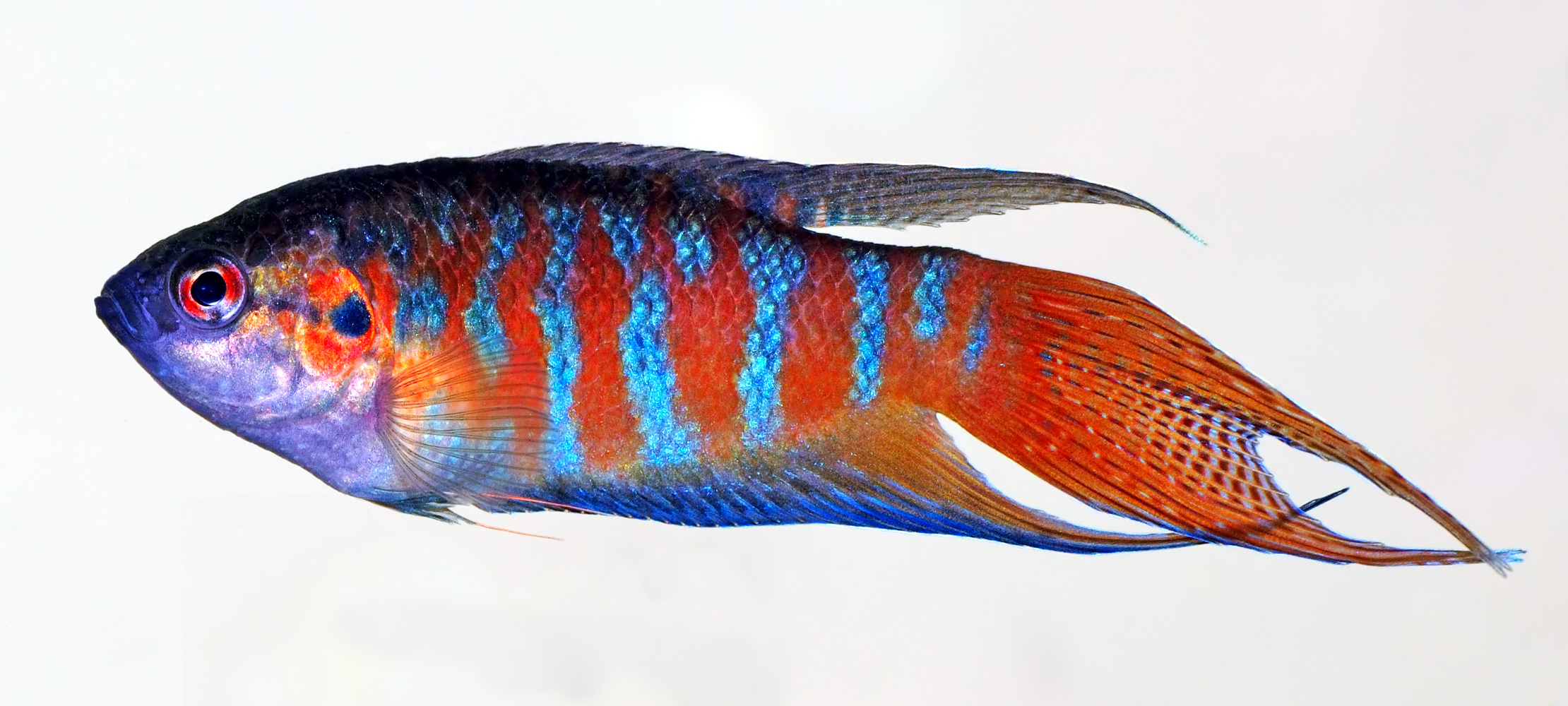
Mẫu cá cờ

Cá cờ có kích thước tối đa 6.7 cm ngoài tự nhiên nhưng có thể lớn đến 8 cm trong môi trường nuôi dưỡng. Số lượng gai vây lưng (tia cứng): 11 - 17; tia vây lưng (tia mềm): 5 - 10; gai vây hậu môn: 7 – 22; tia vây hậu môn: 9 – 15; đốt sống: 27 – 29. Đuôi xẻ hai thùy giống hình chiếc nĩa, ở cá đực hai thuỳ đuôi kéo dài; viền ngoài gần gốc đuôi có hình răng cưa nhọn; có một chấm xanh viền đỏ nổi bật trên nắp mang; ở mẫu vật, trên thân có 7-11 sọc nổi bật và đậm màu trên nền vàng nhạt (ở cá thể sống là những sọc xanh trên nền thân màu hanh đỏ); một vạch đen kéo dài từ miệng qua mắt đến chấm xanh trên nắp mang, đầu và lưng có nhiều chấm đen, khe và viền vảy nhạt màu hơn vảy. Cá đực có màu sắc sặc sỡ còn cá cái có màu nhạt, đục hơn và kích thước nhỏ hơn.
Giống như các loài thuộc họ Cá tai tượng, cá cờ có một cơ quan phức tạp trong phần mang gọi là mê lộ (labyrinth) cho phép chúng lấy oxy trực tiếp từ không khí, bổ sung cho nguồn oxy hấp thu bằng mang ở dưới nước. Do vậy chúng có thể sống được trong môi trường thiếu khí như ao tù và có thể sống sót cả khi ra khỏi nước một thời gian. Tuy nhiên, nếu không tiếp xúc được với mặt nước, cá sẽ bị "chết đuối".

## Hành vi
Cá cờ đực hung dữ và khá hiếu chiến. Chúng thường tấn công (đá) lẫn nhau để tranh giành lãnh thổ cũng như có khả năng giết chết cá con nhỏ, nhất là trong mùa sinh sản.

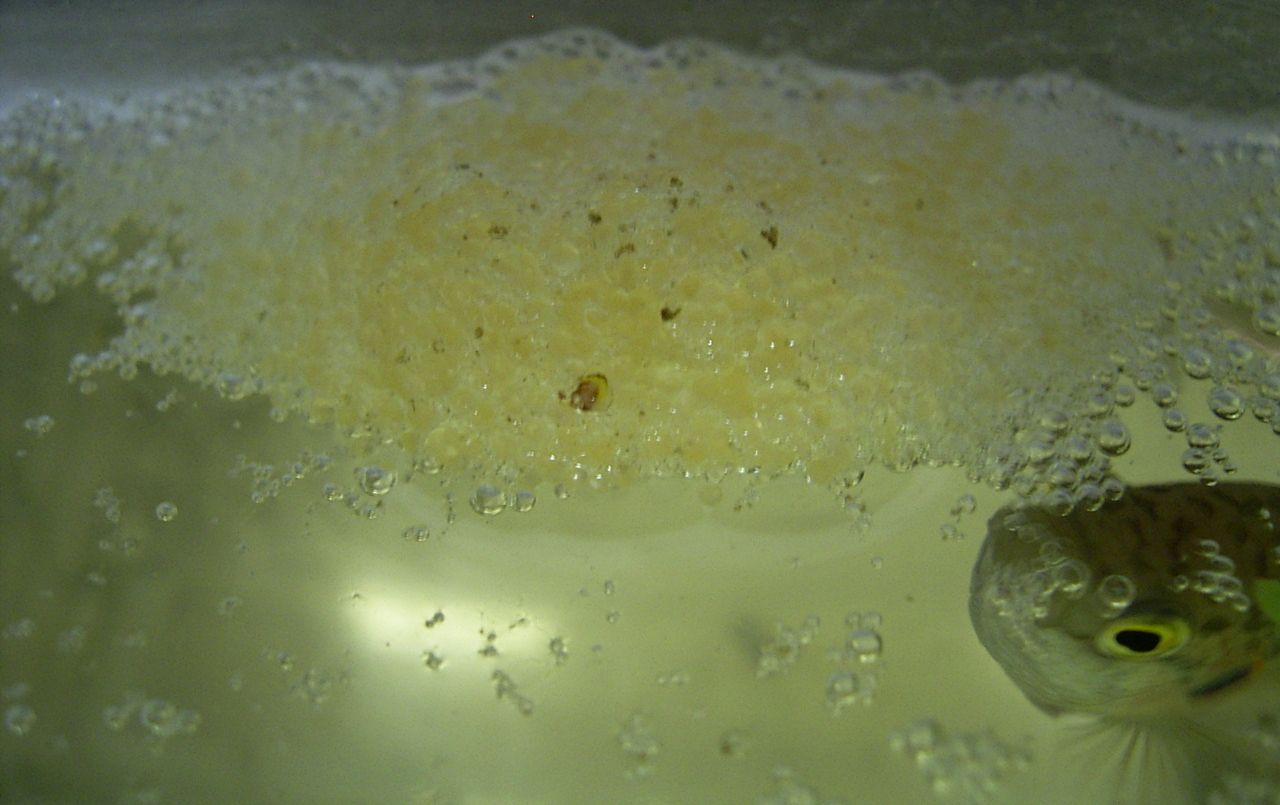
Tổ bọt của cá cờ (trong bể nuôi nhân tạo)

Cá cờ, giống như một vài loài trong họ Cá tai tượng, có hành vi sinh sản khá thú vị, đó là làm tổ bọt và ép trứng. Đến mùa sinh sản, cá đực chọn nơi yên tĩnh, kín đáo, nhả bọt khí sền sệt từ miệng thành một đám tổ nổi trên mặt nước và dẫn dụ cá cái đến để đẻ trứng, tổ bọt thường có bán kính xấp xỉ 15 cm, có tác dụng để trứng bám vào và cung cấp oxy cho trứng. Khi giao phối, con đực quấn quanh con cái và ép chặt lại, mỗi lần như vậy con cái sẽ sinh ra 10 đến 40 trứng, ngay lập tức con đực sẽ phóng tinh trùng của mình vào mỗi quả trứng, số lượng trứng có thể lên đến 300. Sau khi thụ tinh, trứng được cá bố mẹ nhả lên tổ bọt và cá đực tiếp tục chăm sóc trứng. Trứng nở sau 1 ngày và sau 3 ngày thì cá con bơi lội tự do được. Thức ăn của cá bột là những vi sinh vật có trong nước.
Trong tự nhiên, chúng là động vật ăn thịt, thức ăn chủ yếu là côn trùng và động vật không xương sống. Loài này là một trong số ít các loài cá có thể thay đổi màu sắc của nó (nhẹ hơn hoặc tối hơn) khi phản ứng với các kích thích.

## Môi trường sống

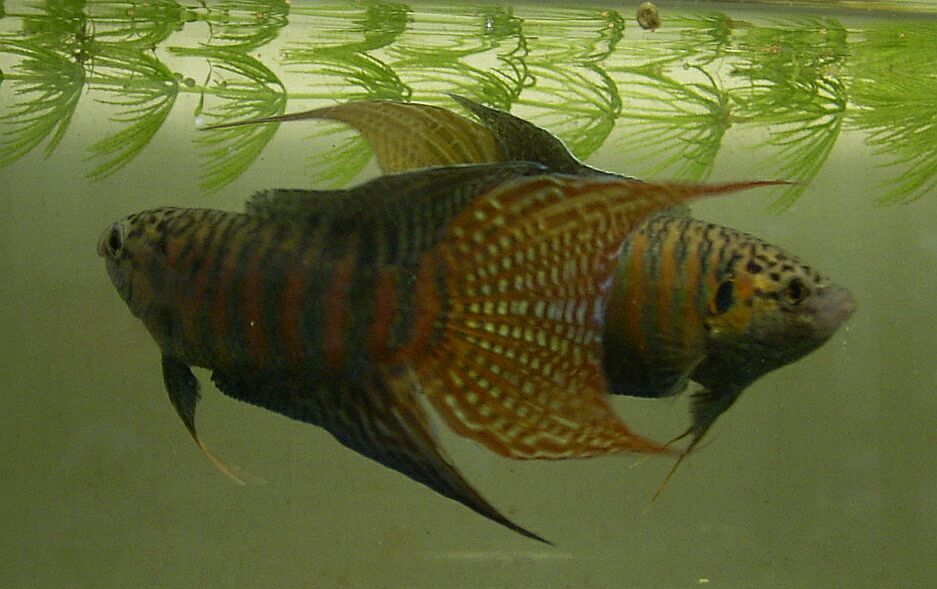
Hai con cá cờ đực đang kè nhau (hành vi giương vây khiêu chiến)

Cá cờ rất khỏe trong môi trường tự nhiên, thích hợp với hầu hết các điều kiện nước và có thể sống sót trong cả những môi trường khắc nghiệt như bùn lầy vào mùa khô, ao tù nước đọng hoặc thậm chí là cống rãnh. Chúng có thể sống nơi nước đục và nghèo oxy hoà tan nhờ khả năng thở trực tiếp từ mê lộ.
Cá sống ở miền nhiệt đới, trong môi trường nước ngọt, gần bề mặt, độ pH: 6.0 – 8.0; độ cứng dH: 5 – 19, nhiệt độ: 16 – 26°C. Cá có khả năng chịu lạnh tốt nhưng nhiệt độ ưa thích là 23°C. Cư ngụ ở những vùng nước trũng, từ vùng bụi hoang ven bờ hay vũng nước tù ở gần sông, suối cho đến những con kênh dẫn nước bên cạnh những ruộng lúa.

## Chế độ ăn uống
Chúng là động vật ăn tạp nên chấp nhận hầu như bất kỳ thực phẩm nào, tuy nhiên chúng rất chuộng một chế độ ăn uống hợp lý giàu protein (trái ngược với các loại thực phẩm thực vật dựa trên các loại được bán với cá vàng) từ thịt băm nhỏ đến các loại côn trùng. Chúng cũng thích ăn tất cả những loài động vật thủy sinh kích thước nhỏ (ấu trùng muỗi, sâu đen và ruồi nhỏ), kể cả cá nhỏ.
Trong môi trường tự nhiên, chúng là loài săn mồi với thức ăn là côn trùng, loài không xương sống, tép.

## Giá trị sử dụng
Cá cờ được nuôi làm cảnh và là loài cá cảnh thứ hai sau cá vàng được nhập cảnh vào châu Âu (Pháp 1869, Đức 1876) bởi hình dáng đẹp, có nhiều màu sặc sỡ và khả năng sống sót trong điều kiện khắc nghiệt. Chúng có thể được nuôi ở hồ ngoài trời.
Ở Việt Nam và nhiều nước châu Á, cá cờ cũng được dùng để giải trí bằng cách cho cá đực chọi nhau do bản tính cá đực thường hung dữ, hiếu chiến và đây là một loài phổ biến, dễ tìm, dễ nuôi.
Cá còn là món ăn đặc sản nổi tiếng ở vùng Đồng Tháp Mười thuộc huyện Tân Phước (Tiền Giang) trước đây và cũng là loại thực phẩm phổ biến của người dân xứ Mường Bi (xã Lũng Vân, Tân Lạc, Hòa Bình).

## Tình trạng bảo tồn
Cá cờ hiện ở tình trạng ít nguy cấp, tuy nhiên hiện nay, loài này đang đối mặt với tình trạng mất môi trường sống và giảm số lượng do các tác động từ con người như việc thu hẹp và ô nhiễm ao hồ, sử dụng hóa chất trên ruộng lúa, các phương pháp đánh bắt tận diệt,...